# Shaman (Gardaland)
Pour les articles homonymes, voir Shaman.
Shaman est un parcours de montagnes russes assises du parc Gardaland, situé à Castelnuovo del Garda, en Vénétie, en Italie.

## Statistiques
- Trains : 7 wagons par train. Les passagers sont placés à deux sur deux rangs pour un total de 28 passagers par train. Ils possèdent depuis 2009 des trains MK1212 de Vekoma.
- Éléments: Looping vertical, Double Corkscrew

## Parcours
Le modèle de ce parcours de montagnes russes en métal est le Double Loop Corkscrew. Il est composé d'une montée à chaîne (lift) de 29 mètres, puis d'une descente de 22 mètres suivie directement de deux loopings. Ensuite un passage avec deux tire-bouchons puis une descente en hélice pour terminer.
Il existe trois autres modèles au monde Double Loop Corkscrew. Elles sont Montaña Rusa à Diverland (Venezuela) qui fonctionnent encore avec des trains Arrow Dynamics. Le tout premier modèle Double Loop Corkscrew se situe à Efteling et fut à l'époque les plus grandes montagnes russes sur le continent européen. Les deux trains actuels du Python datent de 2005 et proviennent de la firme Kumbak. Enfin, Euroloop se trouve à Europark depuis 2004. EuroLoop se trouvait de 1988 à 1991 sous le nom de Miralooping à Mirapolis et ensuite, fut exploité sous le nom de Mega Looping Bahn à Spreepark jusqu'en 2001.